# Alwine
Alwine ist ein weiblicher, deutscher Vorname.

## Herkunft und Bedeutung des Namens
Die weibliche Form des Namens Alwin der wiederum vom germanischen Namen Alboin (albi → Alp, Elfe und win → Freund) abstammt.
Andere Herleitung: von Alwin als Kurzform von Adelwin / Adalwin; Althochdeutsch „adal“ = edel, vornehm / „wini“ = Freund.

## Varianten
Alwina, Albine, Alvi, Alvy, Alwy, Elwine, Alvine, Alvina

## Bekannte Namensträgerinnen

### Alwine
- Alwine Dollfuß (1897–1973), Ehefrau des österreichischen Bundeskanzlers Engelbert Dollfuß
- Alwine Fülscher (1898–1969), Schweizer Plastikerin, Grafikerin und Malerin
- Alwine Hinrichsen (1846–1910), deutsche Schriftstellerin mit dem Pseudonym Ina Rex
- Alwine Hotter (1895–1995), österreichische Malerin, Grafikerin und Kunstgewerblerin
- Alwine von Keller (1878–1965), deutsche Pädagogin und Psychoanalytikerin
- Alwine Schroedter (1820–1892), deutsche Illustratorin und Malerin
- Alwine Tettenborn (1857–1923), deutsche Rechtswissenschaftlerin
- Alwine Wellmann (1891–1966), deutsche Politikerin (SPD)
- Alwine Wuthenow (1820–1908), deutsche Dichterin mit dem Pseudonym Annmariek Schulten

Zwischenname:
- Helga Alwine „Alwy“ Becker (* 1937), deutsche Schauspielerin
- Meta Henriette Maria Alwine Diestel (1877–1968), deutsche Oratorien- und Kantatensängerin
- Irene Alwine Möllenbeck (* 1950), deutsche Politikerin und Landtagsabgeordnete
- Marie Alwine Ottilie Raschke (1850–1935), deutsche Juristin und Vertreterin der deutschen Frauenbewegung
- Rosemarie Alwine Anneliese Springer (1920–2019), deutsche Dressurreiterin und Ehefrau des Verlegers Axel Springer

### Alwina / Alvina
- Alvina Croter, Geburtsname von Viña Delmar (1903–1990), US-amerikanische Schriftstellerin und Drehbuchautorin
- Alwina Gjulumjan (* 1956), armenische Richterin
- Alvina Shpadi (1935–2019) war eine Künstlerin und Konservatorin in Usbekistan